# Glipa angustatissima
Glipa angustatissima là một loài bọ cánh cứng trong họ Mordellidae. Loài này được Píc miêu tả khoa học năm 1911.